# Varsseveld

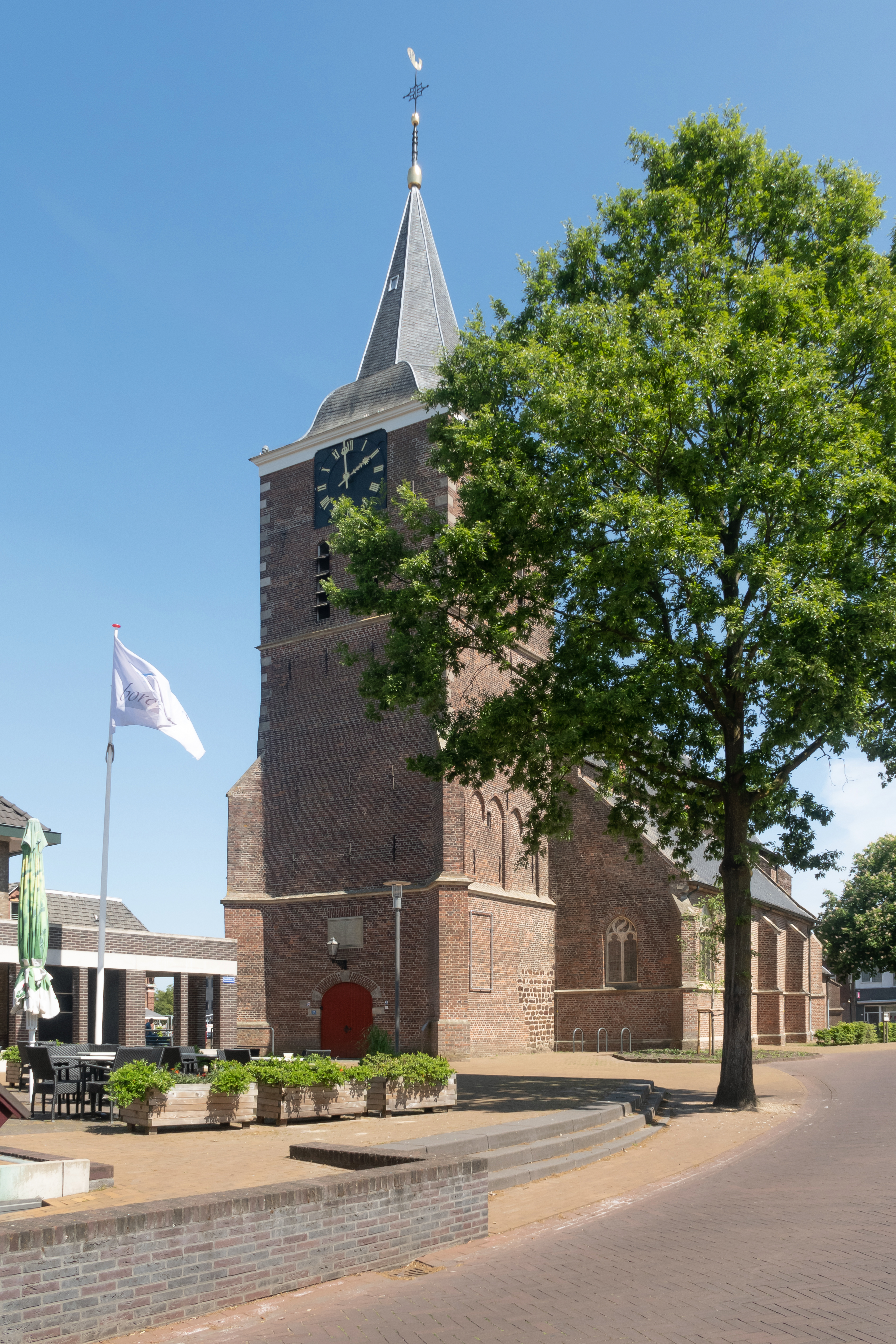
L'église: de Grote of Laurentiuskerk

Varsseveld est un village situé dans la commune néerlandaise d'Oude IJsselstreek, dans la province de Gueldre. En 2009, le village comptait environ 6 000 habitants.

## Personnalités liées à la commune
- Guus Hiddink né en 1946, joueur et entraîneur de football
- Robert Gesink, né en 1986 coureur cycliste néerlandais